# Liste der denkmalgeschützten Objekte in Pflach
Die Liste der denkmalgeschützten Objekte in Pflach enthält die 7 denkmalgeschützten, unbeweglichen Objekte der Gemeinde Pflach.

## Denkmäler
| Foto |                 | Denkmal | Standort                                    | Beschreibung | Metadaten |
| ---- | --------------- | --- | ------------------------------------------- | --- | --- |
| ja   | Datei hochladen | Mariahilf Kapelle HERIS-ID: 66712 Objekt-ID: 79620 TKK: 27820                                                             | bei Oberletzen 43 Standort KG: Oberletzen   | Die gemauerte Kapelle mit eingezogener Apsis unter einem Satteldach hat einen einfachen Dachreiter und wurde in der 2. Hälfte des 17. Jahrhunderts errichtet. Der Eingang erfolgt durch ein Rechteckportal an der nördlichen Giebelseite. Neben der Tür ist ein kleines Fenster mit Opferstock, im Giebelfeld eine rundbogige Mauernische mit einer gemalten Halbfigur des hl. Vitus (am Spruchband mit 1982 bezeichnet) sowie ein geschmiedetes Kreuz. Innen Flachdecke und segmentbogiger Chorbogen. Fenster mit kräftigen, profilierten Stuckrahmungen. | BDA-Hist.: Q38114140 Status: § 2a Stand der BDA-Liste: 2025-06-30 Name: Mariahilf Kapelle GstNr.: .2 Mariahilfkapelle, Oberletzen                                                    |
| ja   | Datei hochladen | Kath. Filialkirche hl. Drei Könige HERIS-ID: 66724 Objekt-ID: 79632 TKK: 27816                                            | bei Füssener Straße 14 Standort KG: Pflach  | Die Filialkirche hl. Drei Könige wurde um 1700 anstelle einer gotischen Kapelle errichtet. Sie hat einen eingezogenen einjochigen Chor mit 3/8-Schluss und ein polygonales Glockentürmchen mit Zwiebelhaube. Der Eingang erfolgt durch ein Rundbogenportal an der westlichen Giebelseite, flankiert von zwei Rundbogenfenstern. Darüber eine segmentbogige, flache Mauernische und im Giebelfeld ein Rundfenster. An der Südseite des Chores ist eine Sakristei unter einem Pultdach angebaut. Zwei gemalte Sonnenuhren. Der Chor hat ein Netzrippengewölbe. | BDA-Hist.: Q38114160 Status: § 2a Stand der BDA-Liste: 2025-06-30 Name: Kath. Filialkirche hl. Drei Könige GstNr.: .56 Filialkirche hl. Drei Könige, Pflach                          |
| ja   | Datei hochladen | Hüttkapelle (Hüttenkapelle) hll. Ulrich und Afra HERIS-ID: 40031 Objekt-ID: 39921 TKK: 27818                              | gegenüber Hüttenbichl 4 Standort KG: Pflach | Die spätgotische Kapelle wurde 1515 vom Augsburger Gewerken Höchstetter, dem Betreiber der Kupfer- und Eisenhütte in Pflach, erbaut. Um 1820 erfolgte die Erweiterung um einen Betraum. Die Kapelle hat einen zweijochigen, eingezogenen Chor mit 3/8-Schluss und spitzbogige Fenster mit einfachem Maßwerk. Über dem Eingang zum Chor sind zwei Sonnenuhren gemalt. An der Nordseite des Chors ist ein Turm angebaut, mit einem mächtigen gotischen Untergeschoß, das als Sakristei dient, einem barocken sechseckigen Zwischengeschoß, und einem achteckigen Obergeschoß mit rundbogigen Schallöffnungen und einem mit Schindeln gedeckten Spitzhelm. An der Turmostseite die Bezeichnung 1515. Der rechteckige Betraum hat ein mit Holzschindeln gedecktes Satteldach. Zwei segmentbogige Eingangstüren. Das Sternrippengewölbe im Chor ist mit spätgotischen Wandmalereien, teilweise bereits im Renaissance-Stil, aus der Zeit um 1515 (Blumenranken, Puttenköpfe, Grotesken) bemalt, der Betraum hat eine Flachdecke. | BDA-Hist.: Q37992311 Status: § 2a Stand der BDA-Liste: 2025-06-30 Name: Hüttkapelle (Hüttenkapelle) hll. Ulrich und Afra GstNr.: .5, 6/6 St. Ulrich und Afra (Pflach)                |
| ja   | Datei hochladen | Kriegerfriedhof, ehem. Pestfriedhof, Friedhofskapelle, Umfassungsmauer HERIS-ID: 66733 Objekt-ID: 79641 TKK: 33518, 27817 | bei Hüttenmühle 23a Standort KG: Pflach     | Der Friedhof wurde zur Pestzeit 1611 bis 1635 errichtet. Innerhalb der Umfassungsmauer steht eine Kapelle. Heute dient er als Kriegerfriedhof für die Opfer des Zweiten Weltkriegs (gefallene Soldaten und Zwangsarbeiter). Die Grabanlagen sind mit gleichgestalteten schmiedeeisernen Kreuzen ausgestattet. Die Kapelle wurde 1831/32 aufgrund eines Gelöbnisses zum Schutz vor einer Choleraepidemie erbaut. Der einfache Saalbau über rechteckigem Grundriss weist einen dreiseitigen Chorschluss, ein steiles, schindelgedecktes Satteldach und an der Südseite eine niedrigere offene Vorhalle mit Rundbogenöffnung und Zeltdach auf. Die Flachdecken im Betraum und Chor sind mit einem profilierten Stuckrahmen und einem großen Stuckmedaillon in der Mitte geschmückt. | BDA-Hist.: Q38114174 Status: § 2a Stand der BDA-Liste: 2025-06-30 Name: Kriegerfriedhof, ehem. Pestfriedhof, Friedhofskapelle, Umfassungsmauer GstNr.: .1, 1 Kriegerfriedhof, Pflach |
| ja   | Datei hochladen | Eisenbahnbrücke, Außerfernbahn Lechbrücke (östl. Abschnitt) HERIS-ID: 11789 Objekt-ID: 7905                               | Standort KG: Pflach                         | Die Eisenbahnbrücke über den Lech wurde 1905 als Teil der Außerfernbahn erbaut. Sie hat im äußeren Bereich gemauerte Bogenbrücken, der Mittelteil ist eine Fachwerktragbrücke mit parabelförmigen Obergurten aus gewalzten Profilstählen, die Metallverbindungen sind genietet. Die Brücke verbindet die Katastralgemeinden Pflach und Unterletzen. | BDA-Hist.: Q38112611 Status: Bescheid Stand der BDA-Liste: 2025-06-30 Name: Eisenbahnbrücke, Außerfernbahn Lechbrücke (östl. Abschnitt) GstNr.: 992 Außerfernbahn Lechbrücke         |
| ja   | Datei hochladen | Ortskapelle Christus an der Geißelsäule HERIS-ID: 66737 Objekt-ID: 79645 TKK: 27821                                       | bei Unterletzen 1 Standort KG: Unterletzen  | Die Kapelle wurde 1954 nach Plänen von Ewald Guth anstelle eines älteren Vorgängerbaues errichtet. Der Bau über rechteckigem Grundriss hat an der Chorwand einen schmalen, dreieckigen Apsisvorbau und an der Südwestseite einen gedrungenen Turm mit quadratischem Grundriss und flachem Pyramidendach. Der Innenraum weist einen mit Holz verschalten offenen Dachstuhl auf. | BDA-Hist.: Q38114214 Status: § 2a Stand der BDA-Liste: 2025-06-30 Name: Ortskapelle Christus an der Geißelsäule GstNr.: .5 Ortskapelle Christus an der Geißelsäule, Pflach           |
| ja   | Datei hochladen | Eisenbahnbrücke, Außerfernbahn Lechbrücke (westl. Abschnitt) HERIS-ID: 11790 Objekt-ID: 7906                              | Standort KG: Unterletzen                    | Die Brücke verbindet die Katastralgemeinden Pflach (siehe dort) und Unterletzen. | BDA-Hist.: Q38112631 Status: Bescheid Stand der BDA-Liste: 2025-06-30 Name: Eisenbahnbrücke, Außerfernbahn Lechbrücke (westl. Abschnitt) GstNr.: 240 Außerfernbahn Lechbrücke        |